# Phuwiangvenator
Phuwiangvenator ("lovec z Phu Wiangu (Thajska)") byl rod teropodního dinosaura z kladu Megaraptora, který žil v období rané křídy (asi před 140 až 130 miliony let) na území dnešního Thajska.

## Historie
Formálně byl popsán tříčlenným mezinárodním týmem paleontologů v květnu roku 2019 na základě fosilií, objevených roku 1993 v sedimentech geologického souvrství Sao Khua. Typový a jediný známý druh má jméno Phuwiangvenator yaemniyomi. Spolu s ním byl ve stejné studii formálně popsán také příbuzný druh Vayuraptor nongbualamphuensis.
Nově objevený materiál (topotyp) tohoto druhu byl formálně popsán v listopadu roku 2021 a ukázal, že se patrně jedná o vývojově přechodový druh mezi alosauroidy, bazálními célurosaury a bazálními megaraptory. Phuwiangvenator je tedy velmi významným taxonem zejména pro výzkum raného vývoje kladu Megaraptora.

## Systematické zařazení
Tento druh spadal dle původní domněnky do kladu teropodů zvaných megaraptoři (Megaraptora) a jeho blízkými příbuznými tak byly například známější jihoamerické rody Megaraptor, Aerosteon nebo Murusraptor.